# Enrico Tosi
Enrico Tosi (Busto Arsizio, 29 dicembre 1906 – Busto Arsizio, 6 febbraio 1962) è stato un politico italiano, membro dell'Assemblea Costituente e in seguito deputato della I e II legislatura della Repubblica Italiana nella DC.
Nacque da una famiglia di antica origine bustocca, soprannominata dul Daniel e distintasi per la sua intraprendenza in ambito imprenditoriale, in particolare nel settore calzaturiero (Calzaturificio Tosi Daniele e Figlio). All'inizio della carriera si dedicò all'insegnamento e successivamente entrò nella scena politica nazionale.
Morì in un incidente sul tratto autostradale dell'A8 tra Busto Arsizio e Gallarate.

## Biografia

### Formazione
Enrico Tosi conseguì il diploma di ragioneria presso l'Istituto Carlo Dell'Acqua di Legnano, l'unico allora presente nel territorio dell'alto milanese. Decise di proseguire gli studi in campo economico, frequentando la facoltà di Scienze economiche e commerciali dell'Università commerciale Luigi Bocconi, dove nel 1929 conseguì la laurea, che gli permise di esercitare la professione di dottore commercialista, e in seguito di iscriversi allo specifico ordine professionale, del cui consiglio direttivo fu membro. Dopo il superamento del relativo esame, ottenne anche il diploma di abilitazione all'insegnamento. Il suo percorso di formazione culturale fu profondamente influenzato dalla frequentazione dell'Azione Cattolica ed entrò in contatto anche con padre Agostino Gemelli.

### Vita pubblica
Durante la seconda guerra mondiale, si schierò a sostegno della Resistenza in opposizione al nazifascismo. Come membro del Comitato di Liberazione Nazionale, si impegnò a definire i quadri da inserire in un futuro orizzonte politico.
A cavallo tra il 1944 e il 1945 tenne rapporti con il CLNAI. Assieme al movimento dei partigiani azzurri della formazione Alfredo Di Dio, riuscì ad espandere la sua influenza nei territori circostanti a Busto Arsizio, quali: la Brianza, Saronno, Legnano, Rho, la Valle Olona, Tradate, Varese, Somma Lombardo, Gallarate e il Verbano.
A seguito di uno dei suoi viaggi di collegamento con le formazioni partigiane della Val d'Ossola, si ammalò gravemente, ristabilendosi poco dopo per preparare l'insurrezione dell'aprile 1945. In relazione al ruolo che in quel momento rivestiva, Enrico Tosi redasse il comunicato, diffuso radiofonicamente dalle antenne in onda corta dell'ex EIAR del comune di Busto (Radio Busto Libera), che annunciava all'Italia e al mondo l'insurrezione italiana.

### Assemblea Costituente
Fu eletto all'Assemblea Costituente nella V circoscrizione (Como, Varese Lecco) nella lista della Democrazia Cristiana. Fu uno dei deputati più giovani. Fu proclamato deputato il 25 giugno 1946 con convalida il 17 luglio seguente. Grazie alla sua preparazione e alle sue competenze linguistiche, ebbe modo di accompagnare a Parigi il presidente Alcide De Gasperi negli incontri per la negoziazione del Trattato di pace fra l'Italia e le potenze alleate, tra cui la storica audizione del 7-10 agosto 1946.

### Prima legislatura
Nelle elezioni del 18 aprile 1948, Enrico Tosi fu alla Camera dei deputati ed entrò così nel parlamento della I Legislatura (dall'8 maggio 1948 al 24 giugno 1953). Negli stessi anni, fu impegnato sul territorio, dal 1946 al 1952, come consigliere comunale di Busto Arsizio.
Fu relatore alla Camera dei Deputati per il bilancio del Ministero del Tesoro per gli anni 1948-49 e 1949-50, e inoltre per il bilancio del Ministero delle finanze per l'anno 1949-50.
Fu inoltre vicepresidente della giunta parlamentare per i trattati di commercio e la legislazione doganale e dirigente dell'Ufficio Collegamento con l'Estero (UCE) della DC.
Prese parte all'assemblea consultiva del “Consiglio d'Europa” di Strasburgo, come rappresentante del parlamento italiano.
Dal 3 febbraio 1953 fu segretario della commissione parlamentare speciale per la ratifica degli accordi internazionali per la costituzione della Comunità Europea di Difesa (CED).
Il 22 maggio 1948 fu uno dei soci fondatori della società per azioni Aeroporto di Busto, insieme a Giovanni Rossini, Pietro Tosi, Cipriano Facchinetti, Benigno Airoldi, Ettore Rossi, Pier Francesco Binaghi, Rinaldo Martegani, Guido Sironi, Carlo Comerio, Ersilio Confalonieri, Giovanni Maria Cornaggia Medici e Leonardo Bonzi.
In rappresentanza del Comune di Busto Arsizio, fino al 17 marzo 1956, fece parte del consiglio di amministrazione della società che il 12 maggio 1955 aveva mutato denominazione sociale in SEA S.p.A. con sede a Palazzo Marino a Milano.

### Seconda legislatura
Fu deputato anche nella II legislatura dal 22 luglio 1954 all'11 giugno 1958, sempre nelle file della DC, in sostituzione del defunto Luigi Morelli.
Nel febbraio 1956, presso il Ministero delle finanze, fu vicepresidente della commissione parlamentare consultiva che redasse il Testo unico delle leggi sulle imposte dirette. Fu relatore alla Camera per il bilancio del Ministero del Tesoro per l'anno 1955-56, del Ministero del bilancio per l'anno 1955-56, del Ministero delle finanze per l'anno 1955-56 e del Ministero delle poste e delle telecomunicazioni per l'anno 1956-57. Fu inoltre relatore dei provvedimenti sul regime fiscale degli alcoli, sull'emissione dei titoli azionari e obbligazionari e sull'IGE sui prodotti tessili. Contemporaneamente fu membro della giunta per i trattati di commercio e la legislazione doganale, della IV commissione finanze e tesoro.
Partecipò attivamente ai lavori parlamentari con 27 interventi in diverse discussioni in campo politico-economico, sia come deputato sia come membro delle commissioni in sede legislativa.
Fu cofirmatario di tre progetti di legge sull'istituzione dell'alto commissariato per il lavoro all'estero (29 luglio 1955), sui provvedimenti a favore dei menomati negli arti (20 aprile 1956) e sull'adeguamento di pensioni straordinarie (11 ottobre 1956). Solo l'ultima di queste proposte venne convertita in legge.

### Nouvelles équipes internationales
Enrico Tosi prese parte anche alle Nouvelles équipes internationales (NEI; dal 1965 Union européenne des démocrates-chrétiens, UEDC), un organismo creato il 3 giugno 1947 per raggruppare i democratici cristiani favorevoli alla costruzione dell'Unione europea e alla democrazia sociale, al fine di contrastare il comunismo sovietico.
Ebbe così modo di confrontarsi più volte in svariati incontri, tenutisi anche in Italia (a Sorrento, a Cernobbio e a Taormina), con Konrad Adenauer (Zentrum, Partito di Centro), Jean Monnet e Robert Schumann (Movimento Repubblicano Popolare).

## Onorificenze e riconoscimenti
- Laurea in Scienze economiche e commerciali conseguita il 9 novembre 1929 all'Università Luigi Bocconi di Milano.
- Targa d'oro di cittadino benemerito, conferita dal comune di Busto Arsizio il 24 settembre 1960.
- L'Istituto tecnico commerciale della città di Busto Arsizio è intitolato a Enrico Tosi, in considerazione sia della sua formazione economica sia dell'attenzione che dedicò a livello locale al settore dell'istruzione[1].